# Garbiñe Errekondo
Miren Garbiñe Errekondo Salsamendi  (Usúrbil, Guipúzcoa, 1962) es una política española, Diputada Foral de Administraciones Públicas y Función Pública y juntera de las Juntas Generales de Guipúzcoa.

## Biografía
Garbiñe Errekondo nació en Usúrbil en 1962, es hermana Xabier Mikel Errekondo, alcalde de Usúrbil, Diputado en las Cortes Generales de España y Portavoz de Amaiur en el Congreso de los Diputados. Se licenció en Derecho en la Universidad del País Vasco.
Entre 1987 y 1991 fue concejala del partido político Herri Batasuna en el Ayuntamiento de Usúrbil y entre 1991 y 1995 fue juntera de Herri Batasuna en las Juntas Generales de Guipúzcoa.
De 2011 a 2015, cuando la coalición de izquierdas Bildu consiguió el Gobierno Foral de Guipúzcoa, fue nombrada Diputada Foral de Administraciones Públicas y Función Pública del ejecutivo foral guipuzcoano. También ha sido vicepresidenta de la Sociedad Foral de Servicios Informáticos, de enero de 2012 a diciembre de 2015.